# Edmundo Eluchans Malherbe
Jorge Edmundo Eluchans Malherbe (Buenos Aires, 23 de agosto de 1926-Santiago, 13 de abril de 1993) fue un abogado, empresario, dirigente gremial y político chileno, miembro del Partido Conservador Unido (PCU). Se desempeñó como diputado de la República en representación de la 6.ª Agrupación Departamental (Valparaíso y Quillota), durante dos periodos consecutivos desde 1957 hasta 1965, ejerciendo en el segundo la vicepresidencia de la Cámara.

## Biografía

### Familia y estudios
Nació en Buenos Aires, Argentina, el 23 de agosto de 1926, hijo de Domingo Eluchans Irigaray y Celia Malherbe Wasserfall.
Estudió en el Colegio de los Sagrados Corazones de Santiago, y en el Instituto Rafael Ariztía de Quillota (Hermanos Maristas). Luego, cursó Leyes en los Sagrados Corazones de Valparaíso; juró como abogado el 6 de enero de 1949 y la tesis se tituló sociología cristiana: ensayo de filosofía política. Obtuvo el «Premio Eduardo Lobos» como mejor alumno durante sus años de estudiante de Leyes.
Estuvo casado con Florencia Urenda Zegers, con quien tuvo siete hijos, entre ellos el exdiputado Edmundo Eluchans Urenda.

### Vida laboral
Fue profesor de educación cívica y economía política en el Instituto Rafael Ariztía, profesor titular de la cátedra de derecho constitucional y de la cátedra de derecho civil, de la Pontificia Universidad Católica de Valparaíso (PUCV), entre los años 1949 y 1951. Desde el año 1949 fue redactor del diario La Unión de Valparaíso. Ejerció también, libremente su profesión de abogado.
En el ámbito empresarial, fue presidente de Covalpo, de Autoval, del consejo del Banco del Trabajo y de la inmobiliaria del mismo. Director de la Frutera Sudamericana; de Carburo y Metalurgia y de las Compañías de Seguros Árabe y Galénica. Abogado de la Inmobiliaria Torre Las Condes S.A., y socio del Automóvil Club. A fines de los años 1970 era propietario del 9% de las acciones del Banco de Constitución.

## Trayectoria política
Fue presidente del Centro de Derecho, años 1946-1947; en 1947 fue elegido presidente de la Confederación de Estudiantes Universitarios de Valparaíso.
Militó en el Partido Conservador Unido (PCU); fue presidente provisional de la juventud del partido y presidente departamental en Valparaíso. En las elecciones parlamentarias de 1957, fue elegido diputado, por la Sexta Agrupación Departamental de Valparaíso y Quillota, por el periodo legislativo 1957-1961. En esa ocasión integró la Comisión Permanente de Constitución, Legislación y Justicia, la de Minería e Industrias y la de Relaciones Exteriores. Además, fue miembro de la Conferencia Plenaria de la Unión Interparlamentaria Mundial, Río de Janeiro, Brasil, de 1958; estuvo en calidad de tal, entre los años 1958 y 1959.
En las elecciones parlamentarias de 1961, fue reelegido como diputado por la misma agrupación, por el periodo 1961-1965. Fungió como primer vicepresidente de la Cámara, desde el 12 de mayo de 1964 y el 15 de mayo de 1965. Así también, continuó en la Comisión Permanente de Constitución, Legislación y Justicia y fue diputado reemplazante en la Comisión Permanente de Hacienda. Participó en la Comisión Mixta de Consejería Parlamentaria, 1957 y en la Comisión Especial del Petróleo, 1963. Dentro de las mociones presentadas y que se transformaron en ley, está la ley n.º 15.173 del 12 de marzo de 1963, «Hospital de Niños y Cunas de Viña del Mar: Elementos, internación, Franquicias; moción exclusiva». Fue candidato a senador por Valparaíso y Aconcagua en la elección complementaria del 7 de marzo de 1965, siendo derrotado por Benjamín Prado Casas (PDC).
Luego del retorno a la democracia, se presentó en las elecciones parlamentarias de 1989 como candidato a senador independiente dentro del pacto Democracia y Progreso por la Quinta Circunscripción Cordillera (región de Valparaíso), sin éxito.
Falleció en Santiago de Chile, el 13 de abril de 1993.